# Trnovo (Gostivar)
Trnovo (makedonsky: Трново, albánsky: Tërnovë) je vesnice v Severní Makedonii. Nachází se v opštině Gostivar v Položském regionu. 

## Demografie
Podle sčítání lidu z roku 2021 žije ve vesnici 137 obyvatel, etnické skupiny jsou: 
- Albánci – 112
- Turci – 3
- Bosňáci – 1
- ostatní – 21